# مارك إشام
مارك إشام (بالإنجليزية:Mark Isham) (مواليد 7 سبتمبر 1951) موسيقي وملحن أمريكي، شارك في تأليف موسيقى عدد من الأفلام والبرامج التلفزيونية.

## أعماله

### استوديوهات وأعمال مرئية
- 1983 Vapor Drawings
- 1985 Film Music
- The Rock 1996
- 1987 We Begin (with Art Lande)
- 1988 Castalia
- 1989 Tibet - a soundtrack
- 1990 Mark Isham
- 1991 Songs My Children Taught Me (music only, from the first four Rabbit Ears titles, see below)
- 1995 Blue Sun
- 1998 Mark Isham: A Windham Hill Retrospective
- 1999 Miles Remembered: The Silent Way Project

### عقد 1980
- Never Cry Wolf (1983)
- The Times of Harvey Milk (1984)
- Country (1984)
- Mrs. Soffel (1984)
- Trouble in Mind (1985)
- The Hitcher (1986)
- Portraits of Anorexia (1986)
- Made in Heaven (1986)
- The Moderns (1988)
- The Beast (1988)
- Cat Chaser (1989)

### عقد 1990
- Everybody Wins (1990)
- Tibet (1990)
- Love at Large (1990)
- انعكاس الحظ (1990)
- Mortal Thoughts (1991)
- Crooked Hearts (1991)
- نقطة فاصلة (1991)
- Little Man Tate (1991)
- Billy Bathgate (1991)
- A Midnight Clear (1992)
- Sketch Artist (1992)
- العالم الرائع (1992)
- النهر يجري من خلالها (فيلم) (1992)
- The Public Eye (1992)
- Of Mice and Men (1992)
- Hawaii: Born in Paradise (1993)
- Nowhere to Run (1993)
- Fire in the Sky (1993)
- Made in America (1993)
- طريق مختصر (1993)
- Romeo Is Bleeding (1993)
- The Getaway (1994)
- The Browning Version (1994)
- Mrs. Parker and the Vicious Circle (1994)
- كويز شو (1994)
- تايمكوب (1994)
- Chicago Hope (1994)
- Nell (1994)
- Safe Passage (1994)
- Miami Rhapsody (1995)
- Losing Isaiah (1995)
- الشبكة (فيلم 1995) (1995)
- Home for the Holidays (1995)
- Last Dance (1996)
- Gotti (1996)
- فلاي اواي هوم (1996)
- EZ Streets (1996)
- Afterglow (1997)
- Kiss the Girls (1997)
- Night Falls on Manhattan (1997)
- Michael Hayes (1997)
- Nothing Sacred (1997)
- The Defenders: Payback (1997)
- The Education of Little Tree (1997)
- The Defenders: Choice of Evils (1998)
- The Gingerbread Man (1998)
- From the Earth to the Moon (1998)
- بليد (فيلم) (1998)
- The Defenders: Taking the First (1998)
- Free Money (1998)
- The Blood Tide (1998)
- At First Sight (1999)
- Varsity Blues (1999)
- Breakfast of Champions (1999)
- أكتوبر سكاي (October Sky) (1999)
- Family Law (1999)
- Body Shots (1999)
- Galapagos (1999)

### عقد 2000
- قواعد الاشتباك (2000)
- Where the Money Is (2000)
- تريكسي (2000)
- رجال الشرف (2000)
- ما تريده النساء (2000)
- From the Ground Up (2001)
- احفظ الرقصة الأخيرة| (2001)
- الحياة كمنزل (2001)
- Hard Ball (2001)
- لا تتفوه بكلمة (فيلم) (2001)
- الملكي(فيلم) (2001)
- Impostor (2002)
- Moonlight Mile (2002)
- Highwaymen (2003)
- المبرد (فيلم) (2003)
- Spartan (2004)
- ميركال (فيلم) (2004)
- Twisted (2004)
- تصادم (فيلم) (2004)
- Racing Stripes (2005)
- الركل والصراخ (2005)
- في حذائها (فيلم) (2005)
- Running Scared (2006)
- أقل من ثمانية  [لغات أخرى]‏ (2006)
- الذي لا يقهر (2006)
- بوبي (2006)
- داليا السوداء (فيلم) (2006)
- كتاب حرية (2007)
- In the Valley of Elah (2007)
- أسود وحملان (2007)
- غراسي  [لغات أخرى]‏ (2007)
- طريق الحجز (2007)
- التالي (فيلم 2007) (2007)
- السديم (فيلم) (2007)
- العزة والمجد (فيلم) (2008)
- The Express (2008)
- الحياة السرية للنحل (2008)
- Crossing Over (2009)
- Not Forgotten (2009)
- الملازم السيئ ميناء الدعوة - نيو أورليانز (2009)
- Fame (2009)
- المجانين (فيلم 2010) (2010)
- ذا ميكانيك (فيلم 2011) (2011)
- حكاية دولفين (2011)
- مصنع (2011)
- كان ياما كان (2011)
- ميغان ليفي (2017)

## وصلات خارجية
- الموقع الرسمي
- مارك إشام على موقع IMDb (الإنجليزية)
- مارك إشام على موقع ألو سيني (الفرنسية)
- مارك إشام على موقع ميوزك برينز (الإنجليزية)
- مارك إشام على موقع تيرنر كلاسيك موفيز (الإنجليزية)
- مارك إشام على موقع أول موفي (الإنجليزية)
- مارك إشام على موقع بوكس أوفيس موجو (الإنجليزية)
- مارك إشام على موقع قاعدة بيانات الأفلام السويدية (السويدية)
- مارك إشام على موقع أول ميوزيك (الإنجليزية)
- مارك إشام على موقع ديسكوغز (الإنجليزية)
- مارك إشام على موقع قاعدة بيانات الفيلم (الإنجليزية)